# Haven van Gent

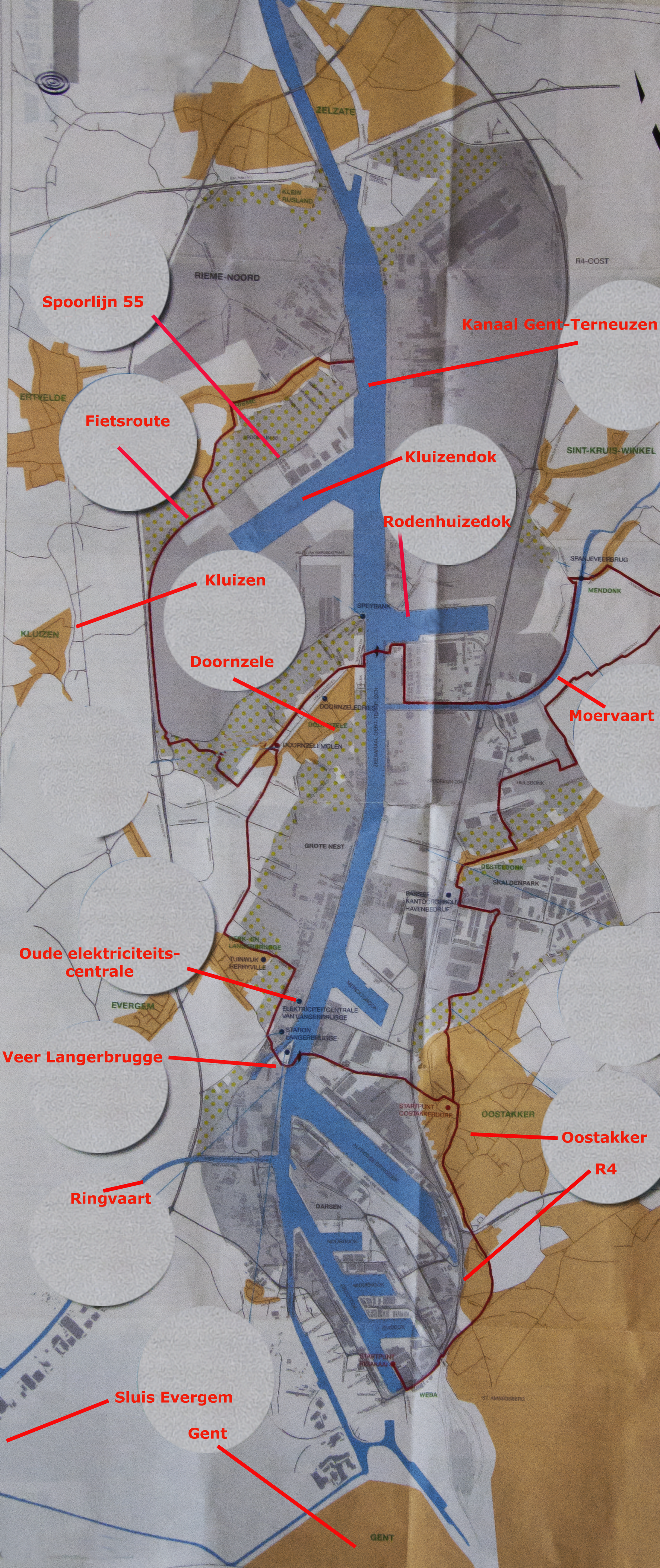
Kaart van de haven van Gent

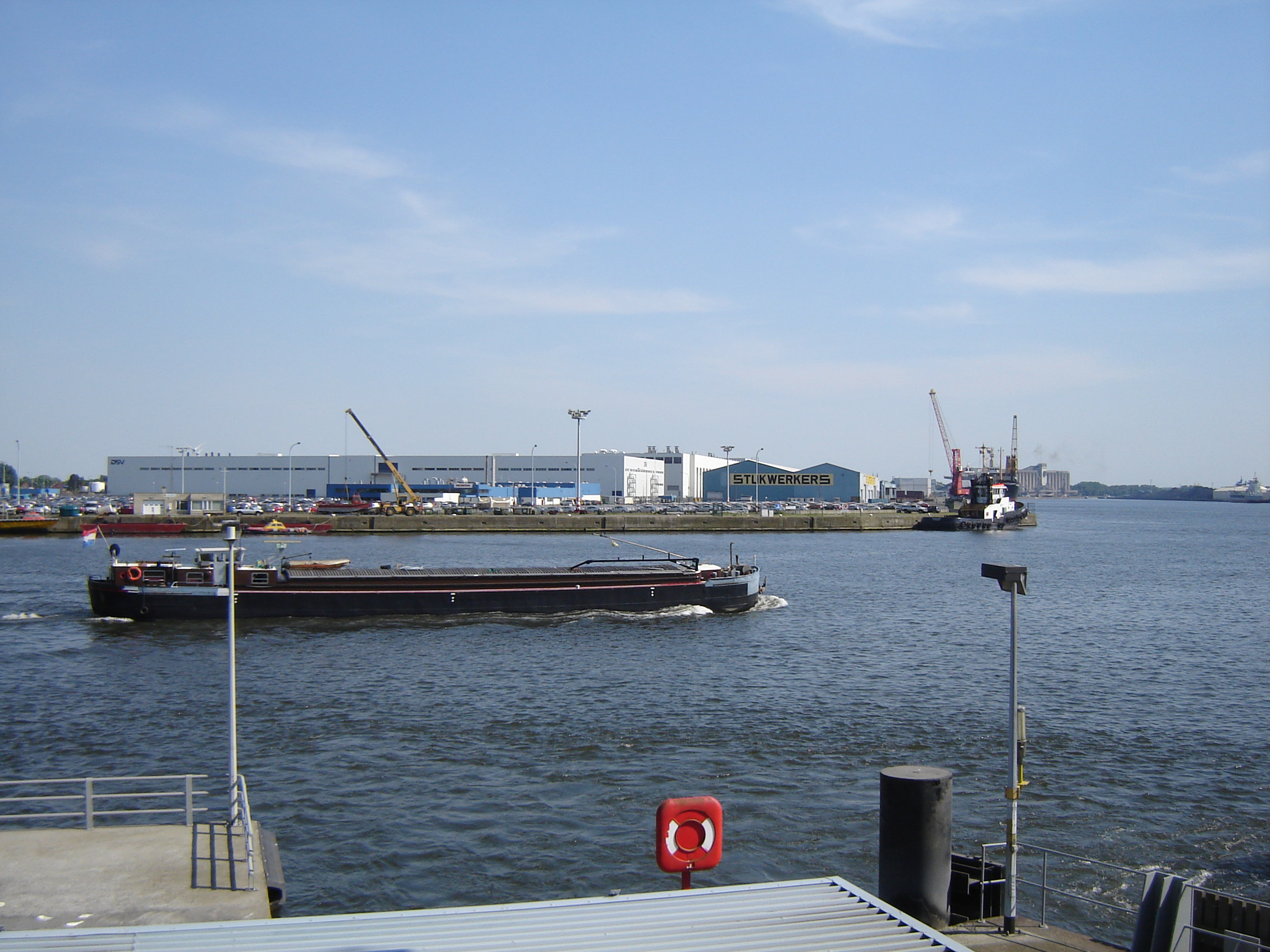
Kanaal Gent-Terneuzen door de haven heen, ter hoogte van het Sifferdok

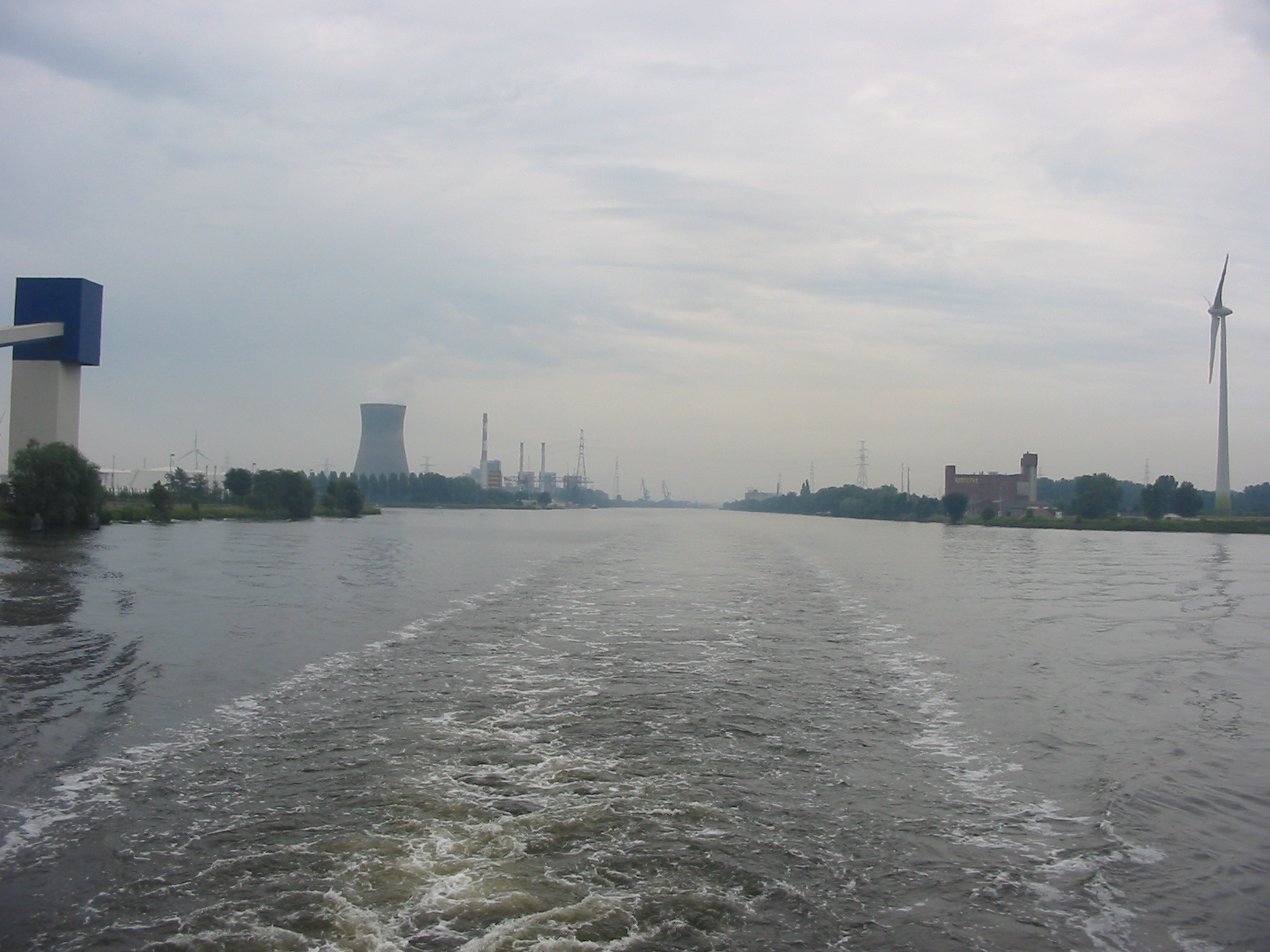
Kanaal Gent-Terneuzen, ter hoogte van ArcelorMittal

De haven van Gent is een zeehaven in de Belgische stad Gent. Het is de derde grootste Belgische haven, na Antwerpen en Zeebrugge. De haven is 32 kilometer lang en strekt zich uit over de zuidkant van de beide oevers van het kanaal Gent-Terneuzen. Het gebied beslaat een oppervlakte van 4648 ha (2016). Het kanaal en de dokken beslaan 623 ha; 4025 ha wordt ingenomen door terreinen. North Sea Port beheert de haven vanaf 2018, voor de fusie met de havens van Terneuzen en Vlissingen was dit door het Havenbedrijf Gent. De haven wordt vooral gebruikt voor laden en lossen van losse goederen. Twee derde van het verkeer is afkomstig van de staalnijverheid.
Anno 2016 verschaft de haven werkgelegenheid voor 62.000 mensen, waarvan 27.600 direct en de rest indirect.
De haven bevindt zich ten noorden van het stadscentrum. De haven ligt wel op het grondgebied van de hoofdgemeente, dat zich vele kilometers noordwaarts langs het kanaal uitstrekt om de haven te omvatten. Schepen bereiken de haven via de Westerschelde en varen via Terneuzen in Nederland het kanaal op, langs Zelzate in België naar Gent. Langs de haven zijn diverse grote bedrijven gevestigd, zoals ArcelorMittal Gent (oude naam: Sidmar (Sidérurgie Maritime)) en Volvo Cars.

## Geschiedenis
Door de eeuwen heen heeft Gent steeds een uitweg naar zee gezocht. Vanaf de 13e eeuw was dat via de Lieve naar het Zwin bij Damme. Door verzanding van het Zwin werd in de 16de eeuw een nieuw kanaal gegraven, de Sassevaart richting de Honte, de toenmalige naam van de Westerschelde. Wegens de afscheiding van Noordelijke en Zuidelijke Nederlanden werd in de 17e eeuw het kanaal Gent-Brugge gegraven dat via Brugge en Oostende een uitweg naar de Noordzee bood.
Later beterde de relatie met Nederland en uitvoer via de Westerschelde was opnieuw mogelijk. In de tweede helft van de 19e eeuw kon daarom het brede kanaal Gent-Terneuzen in gebruik worden genomen. Het sluizencomplex van Evergem bevat de grootste sluis voor binnenscheepvaart in België en ligt in het Noordervak van de Ringvaart. Vlak ernaast ligt de oudere Westbekesluis.

## Havenbedrijf
Het bestuur van de Gentse haven was vroeger rechtstreeks in handen van de Stad Gent. Door het Havendecreet van 2 maart 1999 werd het verplicht een afzonderlijke rechtspersoonlijkheid aan te nemen. Gent was de enige haven in deze situatie; de havens van Antwerpen, Oostende en Brugge-Zeebrugge hadden elk reeds een afzonderlijk bedrijf. Bijgevolg werd door de Gemeenteraad van Gent op 29 juni 1999 het "Havenbedrijf Gent GAB" opgericht als autonoom gemeentebedrijf zoals toen voorzien in de Nieuwe Gemeentewet; het bedrijf trad in werking op 1 januari 2000.
Bij decreet van 1 februari 2008 tot wijziging van het Havendecreet in relatie met het Gemeentedecreet, werden de drie havenbedrijven die toen een autonoom gemeentebedrijf waren, waaronder die van Gent, van rechtswege een autonoom gemeentelijk havenbedrijf.
Om echter onder meer andere gemeenten (met name Evergem en Zelzate) te kunnen laten meebesturen, werd het bedrijf bij decreet van 11 oktober 2013 omgevormd tot naamloze vennootschap van publiek recht. Dit is sinds 1 januari 2014 het geval.
In augustus 2017 hebben de havenbedrijven Zeeland Seaports en Gent een fusievoorstel gedaan richting de aandeelhouders. Doel is op 1 januari 2018 als gecombineerde haven van start te gaan. De combinatie zal een aandelenwaarde hebben van circa een miljard euro waarbij beide havenbedrijven ongeveer gelijk zijn gewaardeerd. De fusie zal niet leiden tot banenverlies. Gent wordt met ruim 48% de grootste aandeelhouder en de provincie Zeeland krijgt 25% van de aandelen, beide behouden hun vetorecht. Andere aandeelhouders worden de Nederlandse gemeenten Terneuzen, Borsele, Vlissingen, alle drie met een belang van 8,33%, de provincie Oost-Vlaanderen met 1,44% en de gemeenten Evergem en Zelzate met 0,03% en 0,005%. In december 2017 werden de noodzakelijke handtekeningen geplaatst en gaan de havenbedrijven in 2018 verder onder de naam North Sea Port.

## Infrastructuur

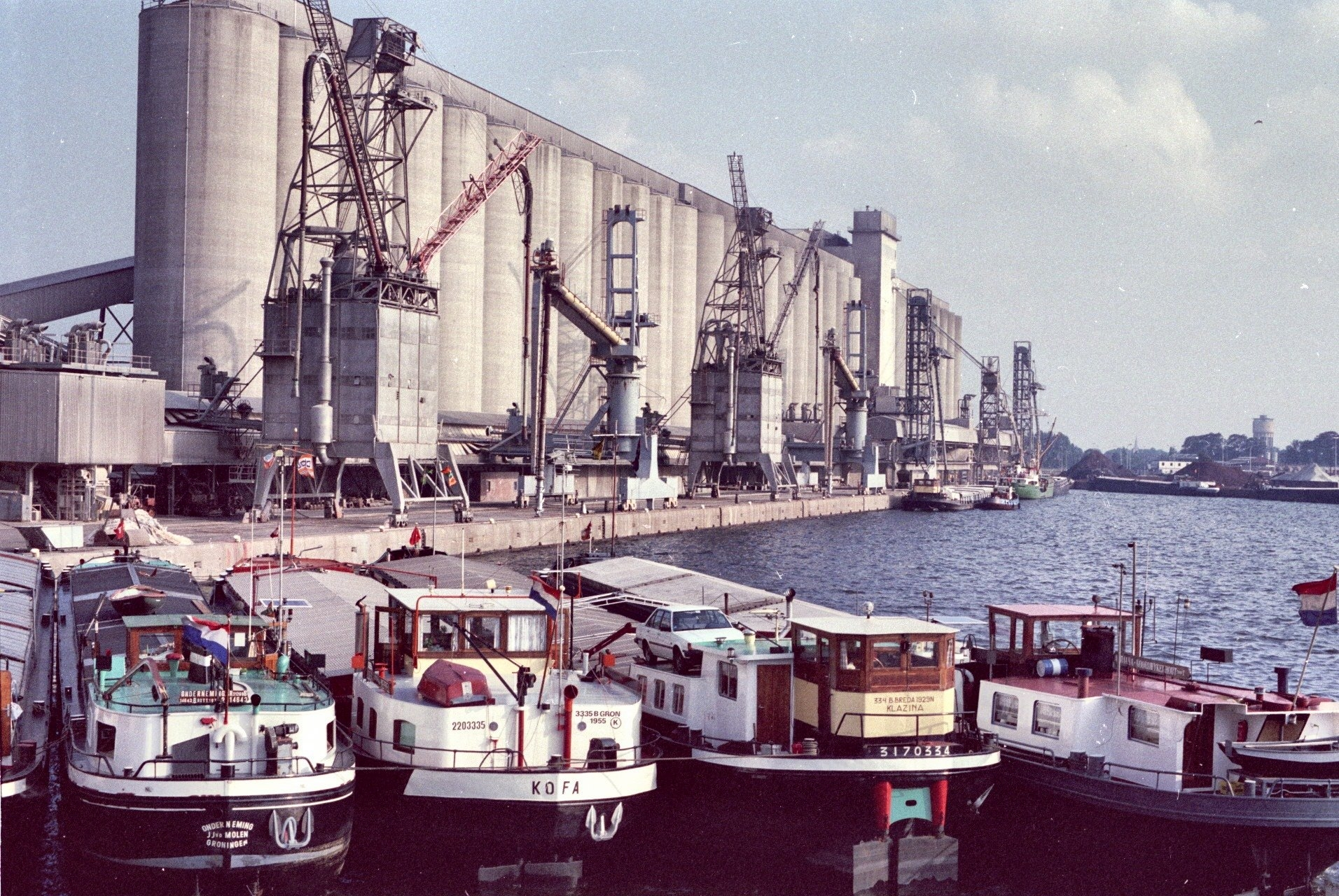
Het Sifferdok in 1989

De centrale as van de haven is het kanaal Gent-Terneuzen met zijn kaaimuren. Langs het kanaal bevinden zich nog enkele dokken:
- Kluizendok
- Rodenhuizedok
- Mercatordok
- Sifferdok
- Grootdok, met daaraan:
  - Noorddok
  - Middendok
  - Zuiddok
- Voorhaven met Tolhuisdok, Houtdok, Handelsdok en Achterdok

## Vervoerscijfers
Hieronder een overzicht van alle overgeslagen lading uit zeeschepen voor de drie belangrijkste havens van België. Gent staat op een derde plaats na Antwerpen en Zeebrugge:
| Haven                      | 1990  | 1995  | 2000  | 2005  | 2006  | 2007  | 2008  | 2009  | 2010  | 2011  |
| -------------------------- | ----- | ----- | ----- | ----- | ----- | ----- | ----- | ----- | ----- | ----- |
| Antwerpen                  | 102,0 | 108,1 | 130,5 | 160,1 | 167,4 | 182,9 | 189,4 | 157,6 | 178,2 | 187,2 |
| Haven van Brugge-Zeebrugge | 36,6  | 39,4  | 45,3  | 53,4  | 56,6  | 57,1  | 57,7  | 45,0  | 49,6  | 47,0  |
| Haven van Gent             | 17,8  | 21,6  | 24,8  | 30,5  | 30,1  | 33,0  | 33,3  | 29,0  | 27,3  | 27,2  |

Het Gentse havenbedrijf rapporteert overslagcijfers inclusief de binnenvaart. In 2011 werd voor het eerst in de geschiedenis van de haven meer dan 50 miljoen ton vracht overgeslagen. Het totale goederenverkeer steeg met 4,4% ofwel 2 miljoen ton meer dan in het vorige recordjaar 2010. De goederenoverslag via zeevaart was 27,2 miljoen ton en via de binnenvaart 22,8 miljoen ton. In 2011 kwamen 3.351 zeeschepen de haven binnen; 85 minder dan in 2010.
Voor de overslag via zeevaart bleef het aandeel van droog bulkgoed constant op 63% en voor vloeibaar bulkgoed op 16% van het totaal. Voor conventioneel stukgoed, zoals hout en papier (13%), roro (6%) en containers (2%) bleven de aandelen eveneens gelijk. Het havenbestuur verwacht wel een groeiend aandeel van nat bulkgoed vanwege de komst van nieuwe bedrijven aan het Kluizendok die actief zijn in deze sector.
In 2011 was Zweden de belangrijkste handelspartner voor de Gentse haven dankzij het roro-verkeer. Rusland staat met voornamelijk de overslag van producten van de metaalindustrie op de tweede plaats gevolgd door de Verenigde Staten (steenkool en petroleumcokes). Door de daling van de invoer van ertsen daalde Brazilië van de eerste in 2010 naar de vierde plaats.

## Industrie
- Zware industrie (hoogovens, staalfabriek, walserij): ArcelorMittal, gespecialiseerd in de productie van hoogwaardige rollen plaatstaal (coils) vnl. voor de auto-industrie en Europees de grootste geïntegreerde staalfabriek
- IJzererts en steenkool worden van overzee aangevoerd; het ijzererts komt vooral uit Brazilië, steenkool uit de Verenigde Staten, China en Zuid-Afrika
- Afgewerkte producten worden o.a. overzee verscheept

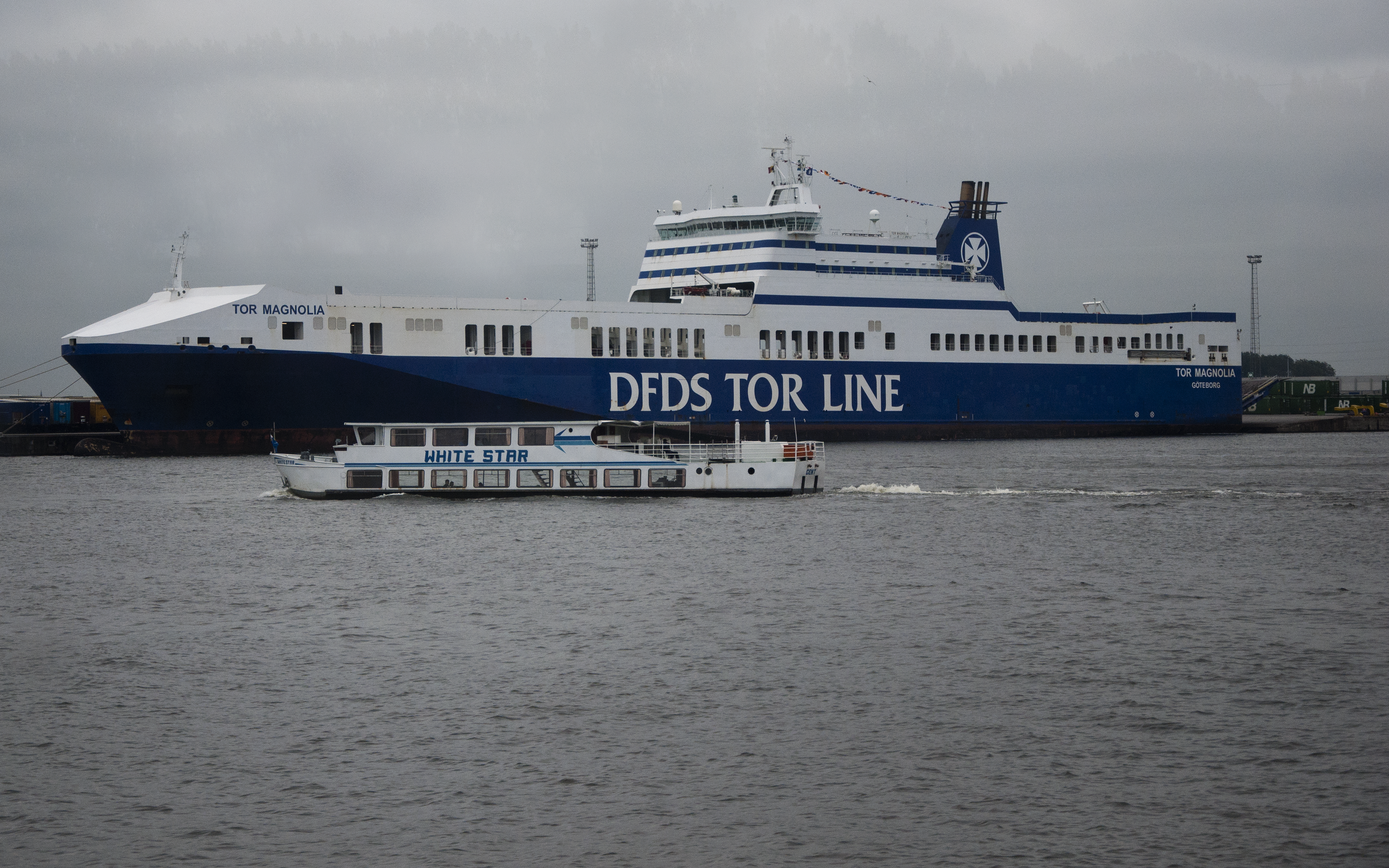
De Tor Magnolia

- Autoassemblage: Volvo (Volvo Cars en Volvo Trucks), wereldwijd Volvo's grootste assemblagefabrieken. De RoRo-schepen van rederij DFDS Seaways verschepen van uit het Mercatordok, 5 maal per week tot 400 personenauto's en 300 trailers per afvaart naar de haven van Göteborg. In 2011 werden 120 000 Volvo's verscheept.
- Papierfabriek: Stora Enso te Langerbrugge, de grootste krantenpapierfabriek van de wereld. De papierfabriek bestaat al sinds 1934. Vanaf 2005 produceert de fabriek alleen kringlooppapier; zo'n 700.000 ton oud papier wordt op jaarbasis verwerkt. De capaciteit is 400.000 ton krantenpapier en 155.000 ton uncoated papier op jaarbasis.[6] In mei 2019 bleek een koeltoren van het bedrijf de bron te zijn van een legionella-uitbraak in Evergem.
- Chemie: Nilefos (failliet)
- Elektriciteitscentrale: Electrabel Rodenhuize
- de grootste opslag van agribulk. Euro-Silo is vanaf 1968 actief in de Sifferdok. De opslagcapaciteit van de graansilo was bij de aanvang 18.000 ton, maar dit werd geleidelijk uitgebreid naar 245.000 ton. In januari 1992 nam Euro-Silo de activiteiten over van Ghent Grain Terminal; sindsdien gaat dit onderdeel verder onder de naam Euro-Silo Rodenhuizedok. Ghent Grain Terminal startte de bedrijfsactiviteiten in 1978 en stapsgewijs werd de capaciteit uitgebreid naar 410.000 ton. De totale opslagcapaciteit van Euro-Silo is daarmee uitgekomen op 650.000 ton.[7]
- Het Honda-distributieplatform
- De grootste fruitsapterminal in Europa (Citrosuco en Louis Dreyfus)
- de grootste invoerder van zeezout in Europa (Zoutman)
- Een van de grootste producenten van potgrond in Europa (Peltracom). Peltracom levert potgrond, turf, schors en bodemverbeteraars aan professionele gebruikers en consumenten. Het bedrijf heeft acht productievestigingen verspreid in Europa, waaronder in Gent. Om de aanvoer van grondstoffen te verzekeren heeft Peltracom 3.000 ha veenvelden in Letland en Polen. Met een jaarlijkse productie van 1,5 miljoen m3 staat het bedrijf in de Europese top vijf in deze sector.[8]
- Het hoofdkwartier van Europa's grootste bulkstouwer (SEA-invest)
- De grootste biocluster in Europa met Bio Base Europe